# Bloom 06

Bloom 06 es un grupo de música electrónica, dance y alternativa, proveniente de Italia. Está compuesto por dos de los integrantes de Eiffel 65, Gianfranco Randone (También conocido como "Jeffrey Jey") y Maurizio Lobina.
Producen música electro-pop y electro-dance, una música claramente evolutiva desde sus últimas producciones como Eiffel 65.

## Miembros
- Jeffrey Jey (Nombre Real Gianfranco Randone) - Nacido en Lentini, Sicilia, el 5 de enero de 1970. - Cantante Principal, bajo. Se mudó con sus padres a Nueva York cuando tenía dos años, y vivió allí hasta su regreso a Italia a los 13.
- Maurizio/Maury Lobina (antiguo nombre: Apolo, nombre real: Maurizio Lobina) - Nacido en Asti, Piamonte, el 30 de octubre de 1973. Teclados, guitarra, corista.

## Álbumes
Su primer álbum, titulado "Crash Test 01", fue lanzado en octubre de 2006. Contiene 8 canciones, de las cuales 5 son en inglés, y 3 en italiano. Fueron compuestas en el lapso de casi 3 años en los cuales Jeffrey y Maury aún eran parte de Eiffel 65. Se pretendía que el álbum fuese el cuarto disco de Eiffel, pero, resultó ser "demasiado oscuro" para un grupo que solía hacer "música dance feliz". Esto sin duda alguna, contribuyó a que Jeffrey y Maury decidieran abandonar Blissco (La disquera de Eiffel).
Cabe destacar, que "In The City", el primer sencillo de Bloom 06, utiliza la música del tema "Living In My City", el cual iba a ser el último sencillo de Eiffel 65. Bloom 06 decidió tomar la música de dicha canción, y agregarle letras. El video fue estrenado mundialmente en el otoño de 2006. 
Esta canción fue utilizada en la banda sonora de los Juegos Olímpicos de Turín 2006.
Mientras ellos aún eran parte de "Eiffel", realizaron la maqueta de un sencillo que iba a ser titulado "Lost In The Supermarket" (Perdido En El Supermercado), el cual se suponía iba a ser el primer sencillo del cuarto álbum de Eiffel, dicha maqueta se pudo descargar gratis durante algún tiempo desde el sitio de Eiffel, al disolverse el grupo, dicho website fue cerrado "temporalmente". Este sencillo ni se culminó, ni salió nunca a la venta. Tampoco está dentro del catálogo de futuras (o posibles) canciones de Bloom 06. 
El segundo álbum de la banda, es considerado como "el segundo capítulo" de "Crash Test 01". Fue bautizado como "Crash Test 02". Contiene un ritmo mucho más fuerte, es un álbum cargado de ritmos electrónicos, de rock ligero, piano, y música dance. Fue lanzado en el 2008. Bloom ha anunciado en varias ocasiones que están preparando el lanzamiento de este álbum en los demás países de Europa, Estados Unidos, y otros países donde fue famoso Eiffel 65.
A finales de 2008, publicaron su primer EP: "Club Test 01", el cual contiene una versión totalmente nueva del sencillo más exitoso de Eiffel 65: "Blue (Da Ba Dee)", el cual tuvo una excelente recepción tanto por sus fanáticos como por la crítica musical Italiana.
Bloom 06, ha colaborado ampliamente con varios artistas desde 2006. Entre sus colaboraciones más destacadas, está el cederle al rapero estadounidense Flo Rida, la música de "Blue (Da Ba Dee)", para la creación de su sencillo "Sugar". Además, grabaron junto a la cantante Alexia, un dueto titulado "We IS The Power". No conforme con esto, el tema "Welcome To The Zoo" (extraído de Crash Test 02), es el tema oficial de un programa de radio en Italia. El título de la canción, se ha convertido en una especie de eslogan del grupo.
A principios de 2009 anunciaron la creación de su segundo EP: "Club Test 02", en el cual estarán, según lo que han anunciado, versiones nuevas de temas clásicos de Eiffel 65, como "Move Your Body". También se ha podido conocer, que la versión en inglés de "Un'Altra Come Te", "Being Not Like You" fue lanzada como sencillo en Austria y Alemania, comenzando así la promoción internacional de la banda.
en el año 2010 han anunciado el regreso de Eiffel 65

## Discografía

### Álbumes
- Crash Test 01 (2006)
- Crash Test 02 (2008)

### EP
- Club Test 01 (2008)

### Sencillos
- In The City (2006)
- Per Sempre (2007)
- The Crash (2007) (Promo)
- Un'Altra Come Te (2008)
- Being Not Like You (2008) (Austria y Suiza solamente)

### Videos Oficiales
- In The City (2006)
- Per Sempre (2007)
- Un'Altra Come Te (2008)
- Being Not Like You (2008)